# بالگردگاه واروی
بالگردگاه واروی (به انگلیسی: Værøy Heliport) (به زبان بومی: Værøy helikopterhavn) یک فرودگاه همگانی با کد یاتا VRY است که یک باند فرود آسفالت دارد و طول باند آن ۸۰۰ متر است. این فرودگاه در کشور نروژ قرار دارد و در ارتفاع ۱۱ متری از سطح دریا واقع شده است.

## شرکت‌های هواپیمایی و مقصدهای پروازی
| شرکت‌های هواپیمایی | مقصدهای پروازی |
| ----------------- | -------------- |
| Lufttransport     | بودو           |